# 阿克达拉镇
阿克达拉镇，是中华人民共和国新疆维吾尔自治区伊犁哈萨克自治州昭苏县下辖的一个乡镇级行政单位。
2015年7月24日，新疆维吾尔自治区人民政府批复同意撤销阿克达拉乡建制，设立阿克达拉镇。

## 行政区划
阿克达拉镇下辖以下地区：
阿克达拉村、阔图尔海村、上克孜勒莫依纳克村、中克孜勒莫依纳克村、下克孜勒莫依纳克村、喀拉巴斯陶村、康萨依村、朱万托别村、苏勒萨依村、塔勒德萨依一村和塔勒德萨依二村。